# Daylight Dies
Daylight Dies é uma banda de death/doom/death metal melódico dos Estados Unidos. Sua música tem como foco a escuridão e a introspecção emocional melancólica.

## História
Daylight Dies foi formada em 1996 por Barre Gambling e Jesse Haff. Em 1999, os dois gravaram a primeira demo da banda, The Long Forgotten Demo. Em 2000, Gutrhie Iddings se uniu à banda e o trio gravou a segunda demo da banda, Idle, que foi lançada pela Tribunal Records. Em 2001 Egan O'Rourke se juntou a banda como baixista e a banda gravou duas faixas demo que foram enviadas somente para gravadoras. No final de 2001 eles assinaram com a Relapse Records.
Em 2002, o Daylight Dies lançou o seu primeiro álbum de estúdio, No Reply. Depois disso a banda seguiu em turnê pela Europa com o Katatonia e pelos Estados Unidos e Canadá com o Lacuna Coil dando suporte ao álbum. Após a turnê, o vocalista Guthrie Iddings deixou a banda para seguir carreira e foi substituído por Nathan Ellis. Charley Shackelford também se juntou a banda como segundo guitarrista. Em novembro de 2005, o Daylight Dies assinou com a Candlelight Records e lançou seu segundo álbum, Dismantling Devotion em março de 2006.
De 13 a 14 de julho de 2006, Daylight Dies atuou como principal apoio ao Emperor em Nova Iorque. A banda estreou seu primeiro videoclipe para a música "Lies That Bind" em 9 de agosto de 2006. Entre 20 de outubro e 19 de novembro de 2006 eles embarcaram em sua primeira e mais completa turnê norte-americana, em divulgação do álbum Dismantling Devotion junto com a banda portuguesa, Moonspell, e a banda sueca, Katatonia.
O Daylight Dies entrou em estúdio em dezembro de 2007 para iniciar as gravações do seu terceiro álbum, Lost to the Living. Assim como o Dismantling Devotion, o álbum foi mixado e masterizado por Jens Bogren no Fascination Street Studios. Após o álbum ser lançado em 2008, a banda o divulgou com duas turnês norte americanas - Uma com o Candlemass e outra com Soilwork, Darkane e Swallow the Sun.

## Membros

### Membros atuais
- Nathan Ellis – vocal
- Barre Gambling – guitarra
- Charley Shackelford – guitarra
- Egan O'Rourke – baixo, vocal limpo
- Jesse Haff – bateria

### Ex-integrantes
- Guthrie Iddings – vocal
- Matthew Golombisky – baixo

### Músicos convidados
- Robert Daugherty – guitarra

## Discografia

### Álbuns de estúdio
- No Reply (2002, Relapse)
- Dismantling Devotion (2006, Relapse)
- Lost to the Living (2008, Candlelight)
- A Frail Becoming (2012)

### Singles
- A Portrait in White (2008, Candlelight)

### Álbuns ao vivo
- Live at the Contamination Festival (2005, Relapse)

### Demos
- The Long Forgotten Demo (1999)
- Idle (2000, Tribunal)